# Lauritz Falk
Lauritz Falk (15 de noviembre de 1909 - 1 de febrero de 1990) fue un actor, director, cantante y pintor sueco noruego.

## Biografía
Su nombre completo era Lauritz Meyer de Chezaux Falk, y nació en Bruselas, Bélgica. De madre noruega y padre sueco, Falk se formó como artista en Oslo. Entre los años 1938 y 1942 Falk trabajó en el Teatro nacional de Oslo. Se mudó a Suecia durante la ocupación alemana en la Segunda Guerra Mundial, iniciando su carrera como director cinematográfico con la cinta Lev farligt (1944). 
Falk colaboró con el Teatro Dramaten en 1970-1982 y en 1985-1988. Debutó como actor cinematográfico a los catorce años de edad en la película de Per Lindberg Norrtullsligan. A lo largo de su carrera, Falk actuó en alrededor de cincuenta películas, tanto noruegas y suecas, como danesas, estadounidenses, inglesas, italianas y francesas. 
Como cantante, en los años 1940 Falk grabó varios discos, interpretando canciones de Evert Taube.
Lauritz Falk falleció en el año 1990 en Estocolmo, Suecia, y fue enterrado en el Cementerio Skogskyrkogården de esa ciudad. Estuvo casado desde 1937 a 1950 con la actriz Vibeke Falk, con la que tuvo tres hijas. Desde 1955 hasta su muerte estuvo casado con la cantante Birgit Lennartsson, con quien tuvo otra hija.

## Filmografía (selección)

### Actor cinematográfico
- 1923 : Norrtullsligan
- 1936 : Flickorna på Uppåkra
- 1937 : To levende og en død
- 1939 : Gjest Baardsen
- 1942 : En herre med bart
- 1942 : Den farlige leken
- 1943 : Som du vill ha mej
- 1943 : Det brinner en eld
- 1944 : Kungajakt
- 1944 : Klockan på Rönneberga
- 1944 : Lev farligt
- 1944 : Vändkorset
- 1945 : Skådetennis

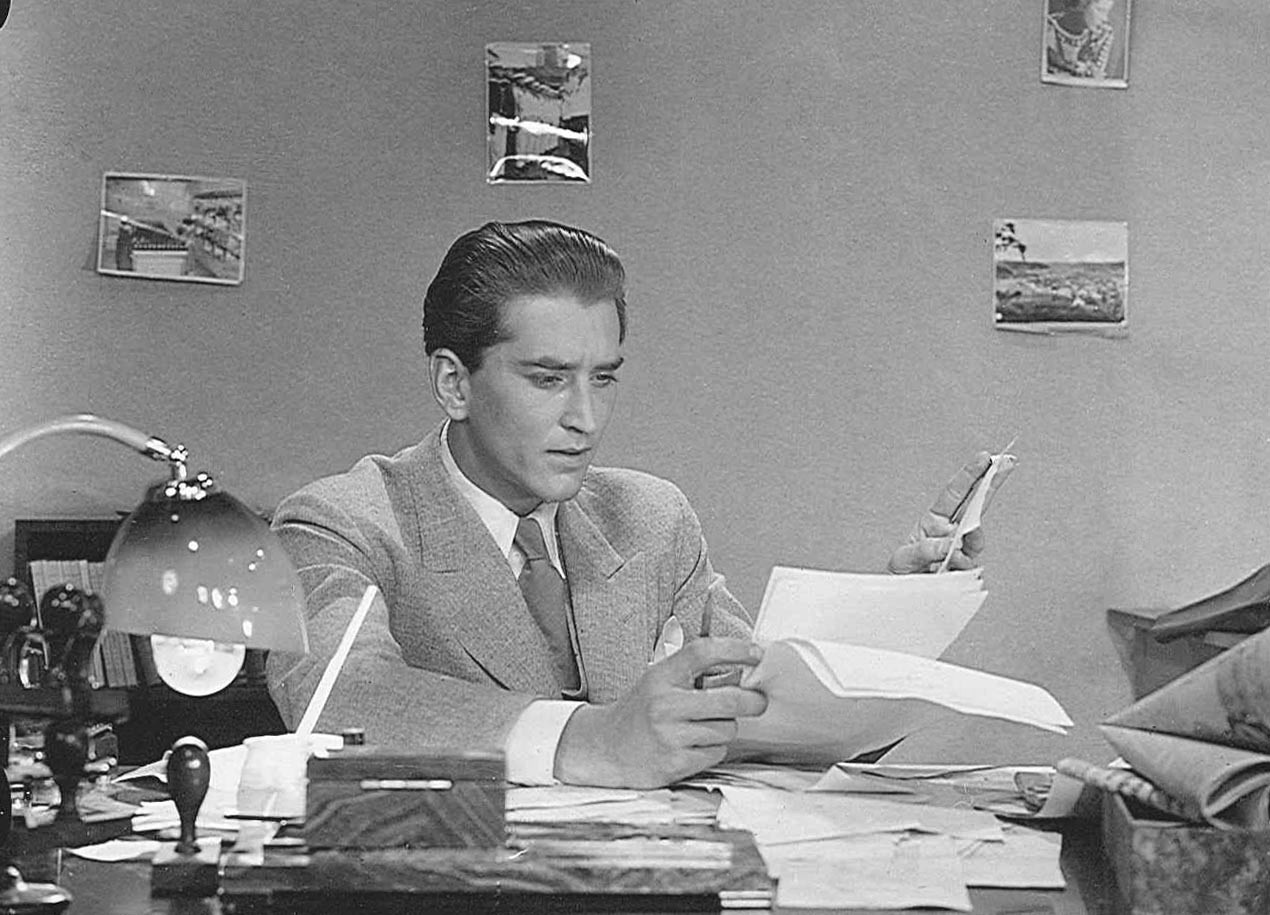
Falk en Flickorna på Uppåkra (1936)

- 1945 : Oss tjuvar emellan eller En burk ananas
- 1945 : Gomorron Bill!
- 1947 : Bröllopsnatten
- 1947 : Konsten att älska
- 1947 : En fluga gör ingen sommar
- 1947 : Sjätte budet
- 1947 : Nyckeln och ringen
- 1949 : Vi flyger på Rio
- 1949 : Singoalla
- 1951 : Vad vore livet utan dig
- 1952 : H.C. Andersens sagor
- 1952 : Tom og Mette på sporet
- 1953 : Selkvinnen
- 1953 : Brudebuketten
- 1956 : Den dödes skugga
- 1957 : Smuglere i smoking
- 1958 : Kostervalsen
- 1959 : Ryttare i blått
- 1961 : Pärlemor
- 1961 : Hans Nielsen Hauge
- 1963 : El diablo (Il diavolo)
- 1964 : Är du inte riktigt klok?
- 1965 : Equilibrium - Det er meg du skal elske
- 1966 : Nattlek
- 1971 : Lockfågeln
- 1972 : Firmafesten
- 1973 : Anderssonskans Kalle i busform
- 1975 : Eddie og Suzanne
- 1976 : Långt borta och nära
- 1976 : Oss
- 1977 : Uppdraget
- 1979 : En kärleks sommar
- 1986 : Amorosa

### Actor televisivo
- 1952-1955 : Foreign Intrigue
- 1955 : Hamlet
- 1962 : Hans Brinker or the Silver Skates
- 1962 : Spöket på Canterville
- 1962 : Halsduken
- 1965 : En historia till fredag
- 1969 : Biprodukten
- 1969 : Régi nyár
- 1970 : Röda rummet
- 1971 : Paul Temple
- 1974 : Kvarteret Oron
- 1976 : Engeln
- 1977–1979 : Charleys tant
- 1978–1982 : Hedebyborna
- 1978 : Drömmare på besök
- 1979 : Skeppsredaren
- 1979 : Selambs
- 1982 : Dubbelsvindlarna
- 1985 : Rid i natt!
- 1986 : Gösta Berlings saga
- 1986 : Studierektorns sista strid
- 1989 : Hassel – Säkra papper
- 1989 : Varuhuset
- 1989 : Vildanden

### Director
- 1944 : Lev farligt
- 1944 : Vändkorset
- 1945 : Gomorron Bill!
- 1949 : Singoalla
- 1952 : Tom og Mette på sporet
- 1953 : Selkvinnen

### Guionista
- 1944 : Lev farligt
- 1952 : Tom og Mette på sporet

## Teatro (selección)
- 1943 : Arsénico y encaje antiguo, de Joseph Kesselring, dirección de Torsten Hammarén, Teatro Oscar[7]
- 1944 : Livet är ju härligt, de William Saroyan, dirección de Per Knutzon, Teatro Oscar[8]
- 1945 : En glädjande tilldragelse, de Kar de Mumma, dirección de Leif Amble-Naess, Blancheteatern[9]
- 1946 : Behärska dig kvinna, de Stanley Lupino y Edward Horans, dirección de Johan Jacobsen, Chinateatern[10]
- 1947 : Det var en gång…, de Holger Drachmann, dirección de Åke Ohberg, Skansens friluftsteater
- 1947 : Brigadoon, de Alan Jay Lerner y Frederick Loewe, dirección de Per-Axel Branner, Teatro Oscar[11]
- 1948 : La posada del Caballito Blanco, de Hans Müller y Ralph Benatzky, dirección de Max Hansen, Teatro Oscar[12]
- 1950 : Nina, de André Roussin, dirección de Per-Axel Branner, Biograf Edison[13]
- 1953 : Dårskapens timme, de Anna Bonacci, dirección de Per Gerhard, Vasateatern[14]
- 1961 : Det är aldrig för sent, de Felicity Douglas, dirección de Åke Falck, Intiman[15]
- 1961 : My Fair Lady, de Frederick Loewe y Alan Jay Lerner, dirección de Lauritz Falk y Carl-Gustaf Kruuse af Verchou, Lorensbergs Cirkus[16]
- 1962 : Resan, de Georges Schehadé, dirección de Alf Sjöberg, Dramaten
- 1962 : Pappa, pappa, stackars pappa, mamma har hängt dig i garderoben och jag känner mig så nere, de Arthur L. Kopit, dirección de Hans Lagerkvist, Idéonteatern[17]
- 1963 : Mary Mary, de Jean Kerr, dirección de Per Gerhard, Vasateatern[18]
- 1970 : 40 karat, de Pierre Barillet y Jean-Pierre Grédy, dirección de Per Gerhard, Vasateatern[19]
- 1977 : La tía de Carlos, de Brandon Thomas, dirección de Per Gerhard, Vasateatern
- 1979 : Kollontaj, de Agneta Pleijel, dirección de Alf Sjöberg, Dramaten